# 小嶋千尋
小嶋 千尋（こじま ちひろ、1989年7月15日 - ）は、日本の女性モデルで、元レースクイーン。愛称は「ちーちゃん」。
岩手県出身。ジャパン・ミュージックエンターテインメント系列のモデル事務所「J BOX」（ジェイボックス）に所属している。

## 来歴
2012年11月、スタイルコーポレーションに入所し芸能活動を開始。2013年4月、SUPER GT「KOBELCO GIRLS」の一員となりレースクイーンデビュー（相方は西村いちか）。同年にはスーパー耐久で「GAZOO Lady」（GAZOO Racing TOYOTA 86）も務めた。同年7月6日、日本レースクイーン大賞新人グランプリ・最優秀新人賞を受賞。
2014年、SUPER GT「ZENT sweeties」の一員として活動。この年のメンバーで唯一の平成生まれ。また東北地方出身者としては初のZENT sweetiesメンバーともなった。この年にはZENT sweetiesのプロデューサーである都筑多佳恵が手掛けたプロジェクト「モータースポーツ盛り上げ隊“sweeties”」への参加もあった。
2015年3月、スタイルコーポレーションを退所したのを機にレースクイーン業を引退。同年7月25日、ジャパン・ミュージックエンターテインメント系列の「J BOX」に移籍したことをブログで発表。
2016年9月25日、自身のブログで入籍したことを明かした。

## 人物
- 趣味は買い物、料理。特技はバレーボール。
- 好きな色はピンクと白[1]。
- 7歳下の妹がいる[9]。

## 出演

### イベント
- 東京オートサロン
  - TREASURE ONEブース（2013年1月） ※共演：高橋としみ、千葉悠凪、佐崎愛里[3]
  - TOYOTA GAZOO Racingブース（2014年1月）※共演：水谷望愛、加藤桃子[10]
- ジャパンインターナショナルボートショー「TOHATSUブース」（2013年3月） ※共演：渕脇レイナ[11]

### WEB
- ぱっちGuu（2012年 - 2013年）